# Radosław Domagalski-Łabędzki
Radosław Domagalski-Łabędzki (ur. 2 czerwca 1978 w Łodzi) – polski menedżer i prawnik, w latach 2015–2016 podsekretarz stanu w Ministerstwie Rozwoju, w latach 2016–2018 prezes zarządu KGHM Polska Miedź.

## Życiorys
W wyborach samorządowych w 1998 bezskutecznie ubiegał się o mandat radnego Łodzi z listy Akcji Wyborczej Solidarność (jako przedstawiciel Ligi Republikańskiej). W 2003 uzyskał tytuł zawodowy magistra prawa na Uniwersytecie Łódzkim. Ukończył także studia podyplomowe Executive MBA na Rutgers University. Był stypendystą Westfalskiego Uniwersytetu Wilhelma w Münsterze i Uniwersytetu w Mannheim. Pracował jako prawnik w GSP Group Sp. z o.o. w Łodzi, a także w konserwatywnym think tanku American Enterprise Institute w Waszyngtonie. W latach 2006–2013 pełnił funkcję prezesa zarządu w Magellan Trading Co. Ltd w Chinach. Był współzałożycielem Polsko-Chińskiej Izby Handlowej w Szanghaju.
W grudniu 2015 objął stanowisko podsekretarza stanu w Ministerstwie Rozwoju. W sierpniu 2016 został również pełnomocnikiem rządu ds. wystawy Expo 2022 w Łodzi. Wszedł również w skład Komisji Nadzoru Finansowego. W październiku 2016 odszedł z rządu, obejmując funkcję prezesa zarządu KGHM Polska Miedź, którą pełnił do marca 2018. Został następnie doradcą prezesa Banku Gospodarstwa Krajowego. Od grudnia 2018 do lutego 2020 był członkiem zarządu Polskiej Grupy Zbrojeniowej (PGZ). W 2020 został wiceprezesem zarządu Rafako z siedzibą w Raciborzu. W styczniu 2021 objął stanowisko prezesa zarządu tego przedsiębiorstwa; został odwołany w czerwcu 2023. We wrześniu 2024 objął funkcję prezesa zarządu Fabryki Łożysk Tocznych Kraśnik.
W latach 2017–2019 był członkiem rady Polskiej Fundacji Narodowej. W 2019 został członkiem rady nadzorczej klubu piłkarskiego Widzew Łódź.